# Arcillero
Arcillero (en asturiano y oficialmente: Arciḷḷeiru) es una aldea que pertenece a la parroquia de Bárcena del Monasterio en el concejo de Tineo (Principado de Asturias). Se encuentra a 467 m s. n. m. y está situada a 24 km de la capital del concejo, la villa de Tineo. 

## Población
En 2020 contaba con una población de 6 habitantes (INE, 2020) repartidos en un total de 5 viviendas (INE, 2010).